# Законопроєкт про захист виборів від загроз шляхом встановлення червоних ліній
Законопроєкт про захист виборів від загроз шляхом встановлення червоних ліній (англ. Defending Elections from Threats by Establishing Redlines Act, DETER) має на меті запровадити санкції, включаючи нові блокувальні та вторинні санкції, проти іноземних (насамперед, російських) урядів та осіб, які втручаються у будь-які федеральні вибори в США.

## Подання та проходження в Конгресі США
Представлений у Сенаті США сенатором Крісом Ван Голленом (демократ, Меріленд) 16 січня 2018 р.
Представлений у Палаті представників США представниками Ілеаною Рос-Лейтінен (республіканка, Флорида) та Бредлі Скоттом Шнайдером (демократ, Іллінойс) 25 січня 2018 р.
Представлений у Сенаті США сенаторами Крісом Ван Голленом (демократ, Меріленд) та Марко Рубіо (республіканець, Флорида) 8 квітня 2019 р.
Представлений у Палаті представників США представниками Бредлі Скоттом Шнайдером (демократ, Іллінойс), Брайаном К. Фіцпатріком (республіканець, Пенсильванія), Бредом Шерманом (демократ, Каліфорнія) та Джоном Катко (республіканець, Нью-Йорк) 30 вересня 2020 р.